# Gare de Hanaten
La gare de Hanaten (放出駅, Hanaten-eki) est une gare ferroviaire de la ville d'Osaka au Japon. Elle est située dans l'arrondissement de Tsurumi, à l'est de la ville. La gare est gérée par la JR West.

## Situation ferroviaire
La gare de Hanaten est située au point kilométrique (PK) 41,6 de la ligne Katamachi (ligne Gakkentoshi). Elle marque le début de la ligne Osaka Higashi.

## Histoire
La gare est inaugurée le 22 août 1895.

## Service des voyageurs

### Accès et accueil
La gare dispose d'un bâtiment voyageurs, avec guichet, ouvert tous les jours.

### Desserte
- Ligne Gakkentoshi :
  - voie 1 : direction Kizu
  - voie 4 : direction Kyōbashi (interconnexion avec la ligne JR Tōzai pour Amagasaki)

- Ligne Osaka Higashi :
  - voie 2 : direction Kyūhōji (interconnexion avec la ligne Yamatoji pour Nara)
  - voie 3 : direction Shin-Osaka